# Spondylus regius
Spondyle royal
Espèce
Spondylus regius, le spondyle royal, est une espèce de bivalves appartenant à la famille des Spondylidae.

## Distribution
- Zone subtropicale Indo-pacifique

## Nom vernaculaire
- Spondyle royal[1]

Taille maximum : 21 cm

## Galerie

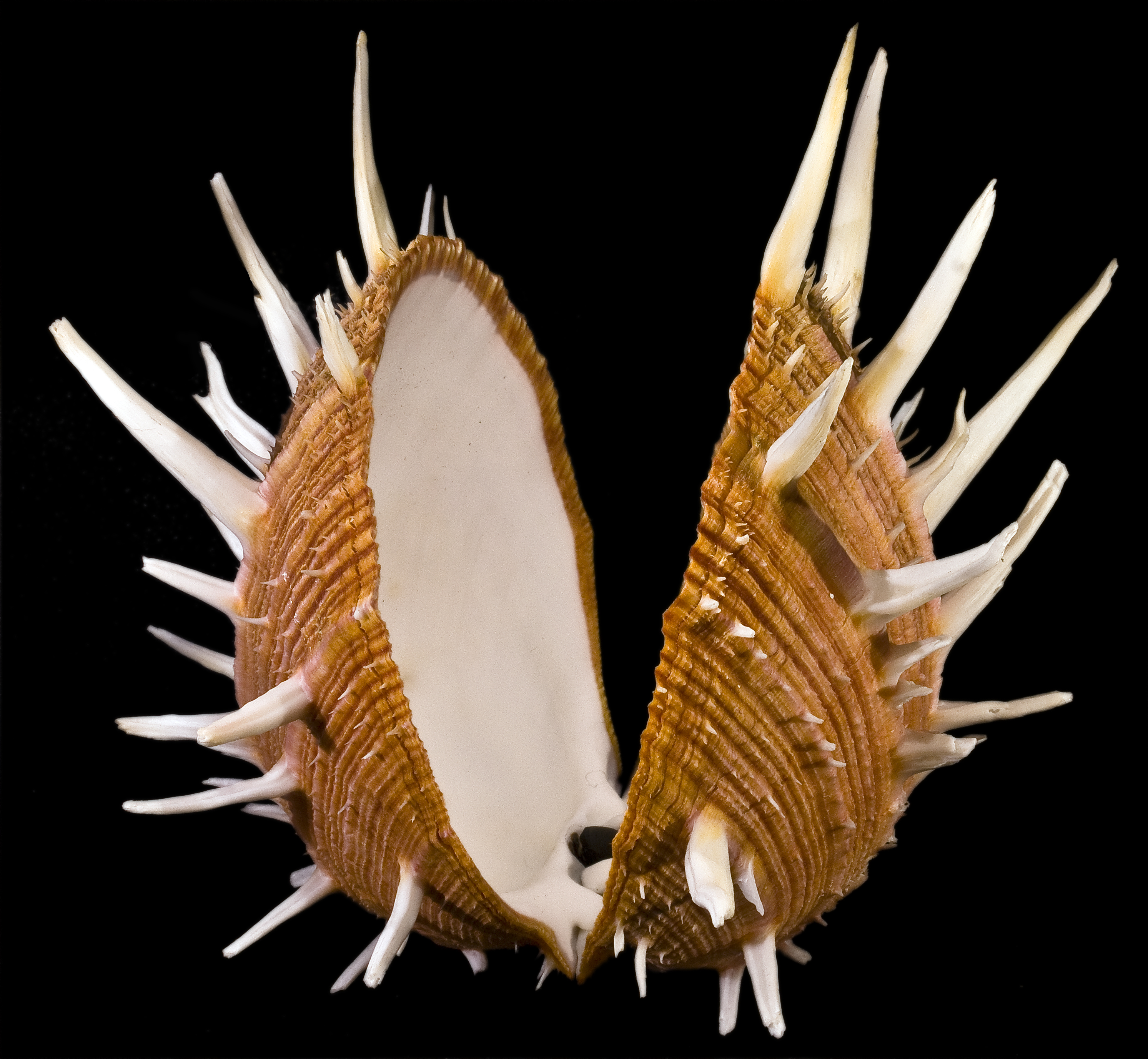
Coquille de spondyle royal (Philippines).
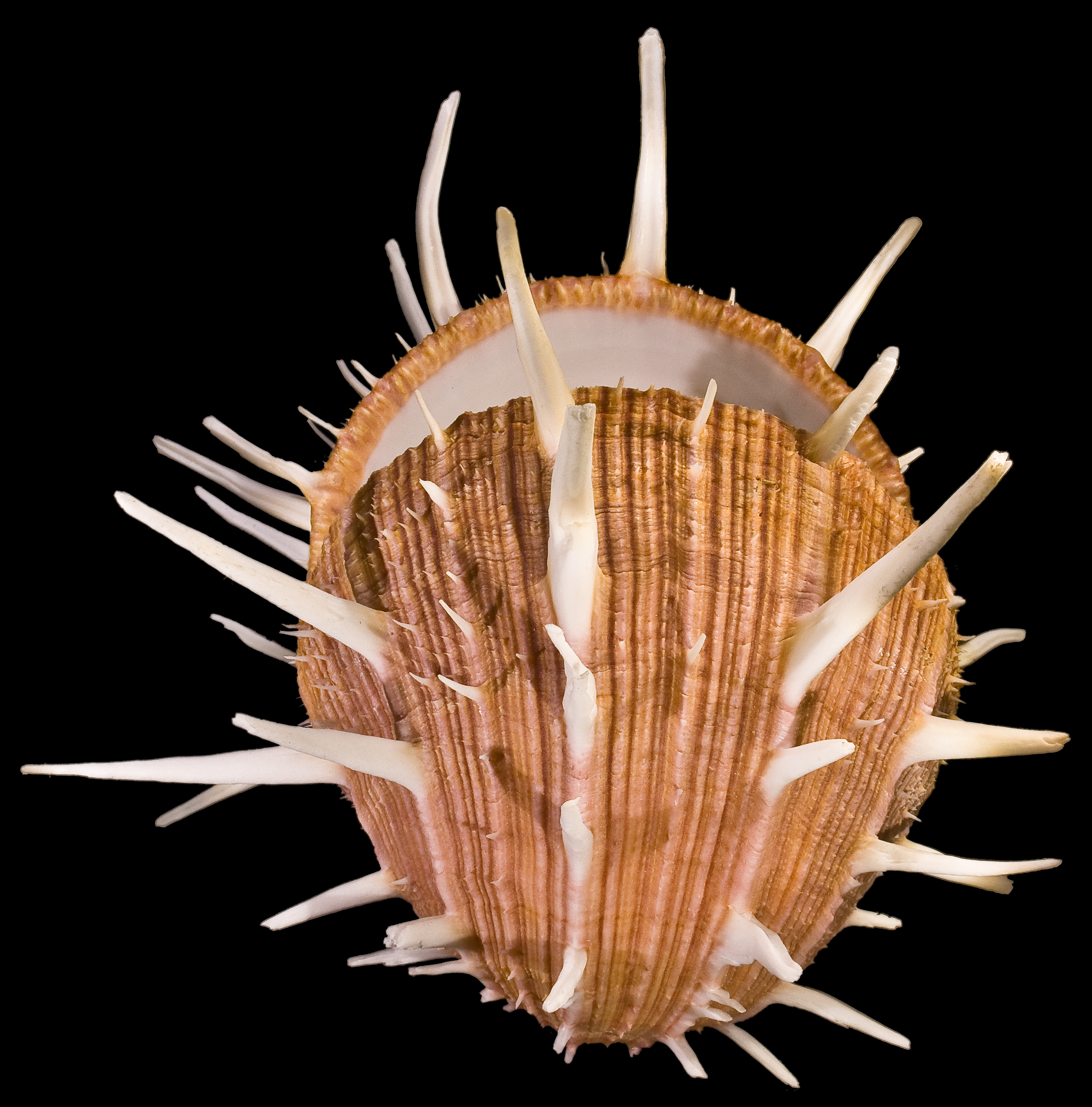
Coquille de spondyle royal.

## Philatellie
Un timbre de 35C de Singapour.